# Heterophrynus caribensis
Espèce
Heterophrynus caribensis est une espèce d'amblypyges de la famille des Phrynidae.

## Distribution
Cette espèce est endémique du département de Sucre en Colombie. Elle se rencontre à Toluviejo vers 337 m d'altitude dans la grotte Cueva Roca Madre.

## Description
La femelle holotype mesure 31,6 mm et le mâle paratype 31,0 mm.

## Étymologie
Son nom d'espèce, composé de carib[e] et du suffixe latin -ensis, « qui vit dans, qui habite », lui a été donné en référence au lieu de sa découverte, les Caraïbes.

## Publication originale
- Armas, Torres-Contreras & Alvarez-Garcia, 2015 : Nueva especie de Heterophrynus (Amblypygi: Phrynidae) del Caribe colombiano. Revista Iberica de Aracnologia, vol. 26, p. 69-73.